# Two Point Studios
Two Point Studios — дочірня студія підрозділу Sega Europe, підпорядкованого Sega, відповідальна за розробку відеоігор; раніше незалежна компанія. Заснована 2016 року колишніми співробітниками Lionhead Studios: Ґері Карром, Марком Веблі та Беном Гімерсом. Які разом мають досвід в розробці таких відеоігор, як Black & White, The Movies, Fable, Motosport Manager, Populus, Theme Hospital, Theme Park та інших. Офіс студії розташовується в британському ринковому містечку Фарнемі, графство Суррей, Англія, за 55,5 км (34,5 милі) від Лондона. Компанія встигла розробити комерційно успішну відеогру, Two Point Hospital, яка була номінована на кілька нагород й отримала схвальні відгуки від оглядачів і гравців. Hospital була розроблена в жанрі симуляційної відеогри, з елементами будівництва й управління лікарнею, та дотримана в комічні обставі. 9 травня 2019 року, після двох років співпраці у видавництві гри, компанія Sega поглинула студію, перетворивши її на власний дочірній підрозділ та приєднавши до команди інших, придбаних компанією, студій, зокрема, таких, як Creative Assembly, Amplitude Studios, Relic Entertainment та інших. На момент підписання угоди, Two Point Studios налічувала 17 співробітників.
Після вдалого початку, один зі співзасновників, Марк Веблі, стверджував, що компанія не планує на цьому зупинятися, і вже має кілька ще неанонсованих проєктів, над якими ведеться робота. Відомо, що студія має наміри в подальшому розвивати власний ігровий світ Two Point County (укр. Округ Two Point), розширюючи його іншими симуляційними відеоігри.

## Історія

### До заснування
1987 року Пітером Моліньє та Ле Едгаром була заснована компанія Bullfrog Productions, яка згодом отримає світове визнання, зокрема за розробку відеогри Populus, випущеної 1989 року, однієї з перших на той час ігор жанру гри в Бога. 1989 року Ґері Карр приєднується до команди розробників, пізніше, разом із Марком Веблі та Беном Гімерсом, у 2016 році, вони заснують власну компанію, Two Point Studios. Карр, працюючи в Bullfrog, очолював посаду головного художника Powermonger та Populous 2. Одного разу, маючи деякі розбіжності з Моліньє та бувши незадоволеним розробкою Theme Park, він покине компанію, але через два роки повернеться для початку розробки Dungeon Keeper. 1992 року до компанії долучився й Марк Веблі. За часи існування компанії, Веблі встиг обійняти посади головного програміста та продюсера, працюючи над такими проєктами, як Theme Hospital та Theme Park, чи створюючи продовження для Populus разом із Моліньє та Карром.
У липні 1997 року, після придбання Bullfrog Productions компанією Electronic Arts в 1995 році, Пітер Моліньє, Марк Веблі, Тім Ранс, Стів Джексон створять нову компанію, Lionhead Studios. Саме цією компанією, згодом, буде розроблено такі відеогри, як Black & White, де гравець має відігравати роль Бога, ціллю якого є подолання іншого Бога, який хоче загарбати весь світ під власний контроль, Fable, рольового бойовика від третьої особи, The Movies, економічного симулятора, в якому гравець може стати керівником студії, що займається виробництвом фільмів. Ґері Карр також працював у Lionhead Studios, обіймаючи посаду креативного директора компанії, він займався розробкою як Black & White, так і Fable. 6 квітня 2006 року, Lionhead Studios була придбана Microsoft через фінансові складнощі в компанії.
Бен Гімерс, один зі співзасновників компанії, до цього ігровий програмний інженер, зокрема, серії Kinect Sports в компанії Rare та старший програміст ігрового процесу та штучного інтелекту в компанії Creative Assembly, де працював над Alien: Isolation, доєднався до Lionhead за два роки до її офіційного закриття 29 квітня 2016 року. Обіймав посаду креативного інженера, працював з командою над Fable: Ledends. Пропрацювавши менш як рік, покинув студію, перейшовши до компанії Playsport Games, де, зокрема, брав участь в розробці Motorsport Manager.

### Нащадниця Lionhead Studios
У липні 2016 року, команда колишніх розробників, на чолі з Ґері Карром, Марком Веблі та Беном Гімерсом, засновують власну компанію під назвою «Two Point Studios» із головним офісом у ринковому містечку Фарнемі, що в графстві Суррей, Англія, неподалік від Лондона.
2017 року стало відомо, що компанія працює над розробкою симуляційної відеогри для персональних комп'ютерів, про що докладніше планує розповісти вже на початку 2018 року. Для видавництва відеогри, компанія підписала угоду про видавниче партнерство із міжнародною компанією Sega. На той час, Sega активно погоджувалася на видання проєктів незалежних студій в рамках своєї програми з підтримки незалежних студій. 16 січня 2018 року в короткому YouTube-відеоролику компанія вперше представила світу частинку ігрового процесу нової відеогри, названої «Two Point Hospital», виконаного в комічній обставі. Вже тоді, гра почала збирати схвальні відгуки від можливих гравців і критиків. Згодом, було анонсовано, що відеогра має вийти в серпні 2018 року.
Раніше, 1997 року, світ побачила відеогра Theme Hospital від компанії Bullfrog Productions, сиквел до Theme Park, також розробленої Bullfrog. Вона була розроблена в жанрі симуляційної відеогри, де гравець має цілковитий контроль над будівництвом та завідуванням лікарнею з ціллю вилікувати пацієнтів від вигаданих кумедних недуг. Над значною частиною відеогри працювало шестеро осіб, зокрема, й Марк Веблі та Ґері Карр. Перший займався продюсуванням відеогри й створенням її дизайну, в той час, як Карр обіймав посаду головного художника проєкту. Випущена Theme Hospital отримала надзвичайно схвальні відгуки від оглядачів та гравців. Найбільше оглядачі відзначали цікавинки ігрового процесу, деталізовану графіку та комічну обставу гри. Відеогра була настільки вдалою, що породила кількох ідейних наступників, зокрема, й Two Point Hospital, яка стала першою розробкою новоствореної студії та створювалася якомога спорідненіше до першоджерела.
Як і було попередньо заявлено видавцем, відеогра вийшла 30 серпня 2018 року для платформ Microsoft Windows, MacOS та Linux. Two Point Hospital отримала вельми схвальні відгуки від гравців і оглядачів, отримала кілька номінацій на нагороди та, за заявами Sega, досягла однозначного комерційного успіху, відзначившись великою кількістю проданих копій.
Випускаючи Hospital, розробники вирішили додати до неї захисне програмне забезпечення від компанії Denuvo, проте, менш ніж за тиждень, випустивши кілька латок, воно було замінено іншим, від компанії Steam (Steam DRM). Подібна заміна не є поодиноким випадком, подібні явища відбуваються дедалі частіше із захистом від Denuvo, яка часто піддається критиці за, ймовірно, значне зниження продуктивності запущеного користувачем продукту та інших недоліків викликаних захисним програмним забезпеченням. Також, ймовірно, відмова від компанії Denuvo пов'язана з тим, що Two Point Hospital із захистом була зламана та викладена в безкоштовному доступі ще за день від її офіційного виходу.

### Дочірня студія Sega
Після вдалої співпраці над комерційно успішною, за заявами видавця, Two Point Hospital, 9 травня 2019 року, фарнемська студія досягла повної згоди із Sega про повне поглинання останньою. З відтоді, Two Point Studios, як і раніше це відбувалося і з Bullfrog Productions, і з Lionhead Studios (обидві з часом були закриті), втратила свою незалежність, ставши дочірньою студією холдингової компанії Sega із командою в 17 співробітників. Опісля стало відомо, що компанія вже працює над розробкою нових, ще неанонсованих проєктів, про які має стати відомо вже за кілька місяців.
Марк Веблі, коментуючи подію, відзначав, що це знаменний крок для Two Point Studios, і він радий, що студія приєдналася до «сім'ї» Sega, подякувавши співробітникам за старанну працю та прихильникам студії за численну підтримку впродовж розробки Hospital. Також він заявив, що компанія не планує зупинятися на лише одному проєкті створеному у світі Two Point County, а навпаки, студія стрімко переходить до наступного етапу власних планів з розширення ігрового світу новими проєктами. Водночас, президент Sega Europa, та за сумісництвом її головний операційний директор, Ґері Дейл, заявив, що також радий вітати студію в «сім'ї» Sega, відзначивши швидку роботу над створенням вигідної усім сторонам угоди, оскільки, створивши відеогру такого рівня, компанія стала надзвичайно привабливою для різних інвестиційних пропозицій.
Купівля Two Point Studios стала першим у своєму роді придбанням Sega внаслідок ініціативної програми Searchlight від Sega Europe, яка шукає та підтримує нові, незалежні студії із високим франшизним потенціалом. Розширюючи власні потужності в розробці стратегічних комп'ютерних ігор, підприємство вже придбало розробників серії відеоігор Total War — компанію Creative Assembly, студію Sports Interactive, яка розроблювала Football Manager, Relic Entertainment, відому за розробку серії Warhammer 40,000: Dawn of War (першої й другої частин) та Age of Empires IV для компанії Microsoft, а також французьку студію Amplitude Studios (Endless Space й Endless Space 2, Endless Legend) та компанію HARDlight (Sonic Dash).

## Ігровий світ
Компанія, хоч і випустила лише одну відеогру, симулятор будівництва та управління лікарнею Two Point Hospital, проте має наміри продовжувати розвивати франшизу Two Point, випускаючи й інші симуляційні проєкти в створеному розробниками ігровому світі під назвою «Two Point County» (укр. Округ Two Point). Розказуючи про можливі розробки, Веблі сказав, що навряд вони створюватимуть симулятор в'язниці чи симулятор розважального парку, оскільки це вже було вдало реалізовано в Prison Architect та Planet Coaster від британських компаній Introversion та Frontier Developments відповідно. 
У червні 2021 року Two Point Studios анонсувала Two Point Campus. Реліз гри відбувся у серпні 2022 року. 

## Розроблені відеоігри
| Назва гри          | Регіон | Дата виходу    | Жанр                                                          | Платформа                                                                                       | Видавець | Оцінка критиків | Оцінка критиків | Оцінка критиків | Оцінка критиків | Оцінка критиків |
| Назва гри          | Регіон | Дата виходу    | Жанр                                                          | Платформа                                                                                       | Видавець | Metacritic      | GameRanking     | OpenCritic      | MobyGames       |                 |
| ------------------ | ------ | -------------- | ------------------------------------------------------------- | ----------------------------------------------------------------------------------------------- | -------- | --------------- | --------------- | --------------- | --------------- | --------------- |
| Two Point Hospital | Світ   | 30 серпня 2018 | Симулятор будівництва та управління лікарнею                  | Microsoft Windows, macOS, Linux                                                                 | Sega     | 83/100          | 86.80/100       | 85/100          | 88/100          |                 |
| Two Point Campus   | Світ   | 9 серпня 2022  | Симулятор будівництва та управління університетським кампусом | Linux, macOS, Nintendo Switch, PlayStation 4, PlayStation 5, Windows, Xbox One, Xbox Series X/S | Sega     | 83/100          |                 |                 |                 |                 |
| Two Point Museum   | Світ   | 4 березня 2025 | Симулятор будівництва та управління музеєм                    | Microsoft Windows, macOS, Linux                                                                 | Sega     |                 |                 |                 |                 |                 |